# Pongo (cantante)
Pongo, pseudonimo di Engracia Domingos da Silva, nota precedentemente come Pongolove (Luanda, 10 aprile 1992), è una cantautrice angolana naturalizzata portoghese.

## Biografia
Nata nella capitale angolana, Pongo è emigrata in Portogallo con la famiglia durante la guerra civile in Angola, stabilendosi a Lisbona. Durante la sua infanzia ha vissuto in un quartiere prevalentemente bianco e ha avuto difficoltà a integrarsi nella società, subendo quotidiane discriminazioni razziali. Trovando difficile sopportare queste difficoltà, a 12 anni si è gettata dal settimo piano dell'edificio dove abitava come gesto estremo, riportando ferite non fatali e rompendosi una gamba. Da questa esperienza ha adottato il suo nome d'arte: non potendo camminare, il padre l'ha soprannominata M'Pongo Love, cantante congolese che nell'infanzia ha avuto problemi di mobilità in seguito a un trattamento per la poliomielite non andato a buon fine.
Durante il suo periodo di guarigione ha dimostrato un immediato interesse per la musica, in particolare per il kuduro, un genere musicale tradizionale angolano. Al termine della fisioterapia, sotto lo pseudonimo Pongolove, è entrata a far parte del gruppo musicale Denon Squad, iniziando ad esibirsi per strada. Nel 2008 Pongo ha incontrato i Buraka Som Sistema, con cui ha dato il suo primo concerto a Lisbona. Nello stesso anno è divenuta nota grazie al successo di una canzone scritta e registrata da lei, Kalemba (Wegue wegue), che è stata inclusa nei videogiochi Need for Speed: Shift e FIFA 10. Per via di conflitti sulla rivendicazione dei ricavi dal brano, Pongo ha lasciato i Buraka Som Sistema dopo due anni e ha messo in pausa la sua carriera musicale per dedicarsi a lavori saltuari.
Nel 2018 Pongo è risalita alla ribalta con l'album Baia. Il successo dell'album ha portato l'artista ad esibirsi all'annuale Festa della musica al Palazzo dell'Eliseo, davanti al presidente francese Emmanuel Macron. Nel 2020, in seguito all'uscita dell'EP Uwa, è stata insignita del Music Moves Europe Talent Award. Alla fine del 2021 ha realizzato la sua prima vera e propria tournée come solista nel Regno Unito.
Pongo è stata confermata fra i venti artisti partecipanti al Festival da Canção 2022, rassegna musicale che selezionerà il rappresentante portoghese all'Eurovision Song Contest, con il brano Dégrá.dê in duetto con Tristany.

## Discografia

### Album in studio
- 2018 – Baia

### EP
- 2020 – Uwa

### Singoli
- 2019 – Quero mais
- 2019 – Quem manda no mic
- 2020 – Canto
- 2021 – Bruxos
- 2021 – Começa
- 2021 – Deixa partir (con Béesau)
- 2021 – Wegue wegue
- 2022 – Dégrá.dê (con Tristany)

#### Come artista ospite
- 2020 – Lengueno (Synapson feat. Pongo)